# 쉴리터두더지땃쥐
쉴리터두더지땃쥐(Surdisorex schlitteri)는 진무맹장목 땃쥐과에 속하는 포유류의 일종이다. 쉴리터두더지땃쥐는 아프리카 땃쥐의 일종으로 동아프리카  케냐와 우간다 국경 지대의 엘곤 산에 사는 토착종이다. 1984년 죽은채로 발견된 1점의 표본만이 알려져 있으며, 처음에는 아프리카의 쥐땃쥐속(Myosorex)으로 분류했다. 발견된 지 20년 이상이 지난 후, 쉴리터두더지땃쥐는 아프리카두더지땃쥐속(Surdisorex)에 속하는 별도의 종으로 기술되었다. 학명은 아프리카의 소형 포유류를 가장 많이 연구한 포유류 학자 쉴리터(Duane Schlitter)의 이름에서 유래했다.